# Wahyt Orazsähedow
Wahyt Sähetmyradowiç Orazsähedow (in russo Вахыт Сахетмыратович Оразсахедов?, Vachyt Sachetmyrativič Orazsachedov, traslitterazione anglosassone: Vahyt Orazsakhedov; Aşgabat, 26 gennaio 1992) è un calciatore turkmeno, centrocampista dell'Altyn Asyr.

## Carriera

### Club
Ha iniziato la carriera calcistica nel Talyp Sporty Aşgabat e all'età di 16 anni si è trasferito al Rubin. Nella sua prima stagione melle giovanili della squadra russa ha segnato 7 gol in 24 partite. Ha esordito in prima squadra il 15 luglio 2009 nei sedicesimi di Coppa di Russia contro il Volga Tver'. Due anni più tardi, il 6 ottobre 2011 ha giocato la sua prima partita in campionato russo di calcio, entrando dalla panchina nella gara contro il Volga Nižnij Novgorod.

### Nazionale
Con la nazionale olimpica del Turkmenistan nel 2011 ha preso parte alle qualificazioni per le Olimpiadi 2012. Nel 2016 ha esordito con la nazionale maggiore.

## Statistiche

### Cronologia presenze in nazionale
| Cronologia completa delle presenze e delle reti in nazionale ― Turkmenistan | Cronologia completa delle presenze e delle reti in nazionale ― Turkmenistan | Cronologia completa delle presenze e delle reti in nazionale ― Turkmenistan | Cronologia completa delle presenze e delle reti in nazionale ― Turkmenistan | Cronologia completa delle presenze e delle reti in nazionale ― Turkmenistan | Cronologia completa delle presenze e delle reti in nazionale ― Turkmenistan | Cronologia completa delle presenze e delle reti in nazionale ― Turkmenistan | Cronologia completa delle presenze e delle reti in nazionale ― Turkmenistan |
| Data                                                                        | Città                                                                       | In casa                                                                     | Risultato                                                                   | Ospiti                                                                      | Competizione                                                                | Reti                                                                        | Note                                                                        |
| --------------------------------------------------------------------------- | --------------------------------------------------------------------------- | --------------------------------------------------------------------------- | --------------------------------------------------------------------------- | --------------------------------------------------------------------------- | --------------------------------------------------------------------------- | --------------------------------------------------------------------------- | --------------------------------------------------------------------------- |
| 09-01-2019                                                                  | Abu Dhabi                                                                   | Giappone                                                                    | 3 – 2                                                                       | Turkmenistan                                                                | Coppa d'Asia 2019 - 1º turno                                                | -                                                                           | 59’                                                                         |
| 13-1-2019                                                                   | Dubai                                                                       | Turkmenistan                                                                | 0 – 4                                                                       | Uzbekistan                                                                  | Coppa d'Asia 2019 - 1º turno                                                | -                                                                           | 46’                                                                         |
| Totale                                                                      |                                                                             | Presenze                                                                    | 2                                                                           |                                                                             | Reti                                                                        | 0                                                                           |                                                                             |

## Palmarès
- Coppa di Russia: 1

Rubin Kazan': 2011-2012